# شهرداری ایتساوا
شهرداری ایتساوا (به لاتین: Iecava Municipality) یک شهرک در کشور لتونی است. شهرداری ایتساوا ۹٬۸۴۵ نفر جمعیت دارد.